# Tum Saray
Tum Saray (10 luglio 1992) è un calciatore cambogiano, di ruolo centrocampista.

## Carriera
Il 29 giugno 2011, con la Nazionale cambogiana, ha preso parte alla partita di qualificazione ai Mondiali 2014 vinta per 4-2 sul Laos.